# Ligne de Perpignan au Barcarès
La ligne de Perpignan au Barcarès est une ancienne ligne secondaire fermée et déclassée du département français des Pyrénées-Orientales. Elle faisait partie du réseau de la Compagnie des chemins de fer des Pyrénées-Orientales.

## Historique
La ligne de Perpignan au Barcarès est inaugurée le 14 août 1910 par la Compagnie des Chemins de fer des Pyrénées-Orientales.
La ligne de transport des voyageurs est fermée en 1937, puis réactivée temporairement en 1939 lors de la construction des camps de Rivesaltes.
La ligne de transport de marchandises est elle aussi fermée en 1950, marquant la fin totale de la ligne.

## Vestiges

### Infrastructure
Il ne reste aucun vestige du pont métallique qui enjambait l'Agly au sud du village de Claira, si ce n'est la culée sud, en maçonnerie. Le viaduc a été démonté dans les années 1970 dans le cadre de travaux d'endiguement de la rivière.
La plateforme ferroviaire est encore visible au nord de l'emplacement du viaduc, et est désormais utilisée par une piste cyclable reliant la voie verte de l'Agly (construite sur la digue nord, rive gauche, de l'Agly, par le Conseil Général) au centre du village de Claira.
A Saint-Laurent-de-la-Salanque, les rues Pierre de Coubertin, Jean-Jacques Rousseau et la Route du Barcarès suivent le tracé de l'ancienne plateforme ferroviaire vers Le Barcarès.

### Les gares
L'importante gare de Saint-Laurent-de-la-Salanque, située au nord de la ville, a été détruite et son emplacement est aujourd'hui occupé par des villas. 
L'ancienne gare de Claira, ainsi que celle de bifurcation de Pia, sont toujours debout et ont été reprises par des particuliers. La gare de Perpignan-Vernet existe toujours et est occupée par la DDE. Celle de Saint-Hippolyte sert de dépôt municipal.
Les gares du Barcarès et de Bompas  situées sur l'ancienne ligne de Perpignan au Barcarès ont toutes deux été détruites et remplacées par un bureau de poste.